# 夢と消えた百万ドル
『夢と消えた百万ドル』（ゆめときえたひゃくまんドル、The Million Dollar Cat,1944年5月6日）は、「トムとジェリー」の作品の一つ。日本においてはパブリックドメインである。

## スタッフ
- 監督 - ビル・ハンナ、ジョセフ・バーベラ
- 製作 - フレッド・クインビー（初公開版ではクレジット無し）
- 共同製作 ‐ ウィリアム・ハンナ（クレジット無し）
- 脚本 ‐ ウィリアム・ハンナ、ジョセフ・バーベラ（全員クレジット無し）
- 原画 - ケネス・ミューズ（初公開版では、ケン・ハリス名義）、ピーター・バーネス、レイ・パターソン、アーヴン・スペンス
- アシスタントアニメーター ‐ バーニー・ポスナー（クレジット無し）
- 音楽 - スコット・ブラッドリー
- 彩色プロセス - テクニカラー
- 録音プロセス - ウェスタン・エレクトリック
- 制作 - メトロ・ゴールドウィン・メイヤー・カートゥーン・スタジオ（英語版）
- 配給 - メトロ・ゴールドウィン・メイヤー、ロウズ・シアター

## 作品内容
いつものようにトムがジェリーを使って遊んでいると、一通の電報が届く。
| 「 | 奥様。あなた様の叔母ハリエット様の風変わりなご希望に従い、ネコのトムへ計百万ドルの遺産が相続されることになりました | 」 |

莫大な遺産相続権を得られ歓喜のあまり軽やかなバック転を繰り返すトムだったが、なぜかジェリーまで電報を読んで同じように歓喜するため訝しむ。その文末には、以下のように書かれていたのだ。
| 「 | なお、こちらの相続には条件があり、もしお宅のネコが他の生き物に危害を加えた場合は全額帳消しとなります。 たとえネズミでも | 」 |

「大金相続ネコ」の話題は各紙で大々的に報じられ、トムは一躍有名に。百万ドルを相続し、パーク・アベニューの高層マンションに引っ越すが、相続条件を盾に隣に住み込んだジェリーはトムにつきまとい、何かにつけてトムに電報を見せながらトムのデザートを勝手に食べたり、ベッドを独り占めしたりするなどやりたい放題。トムも相続条件がある以上我慢するしかなく、怒りが募るばかり。
ある朝、ジェリーに浴室を占用されたトムは、ジェリーを間接的に追い出す方法を思いつき、ボヤ騒ぎを起こしてジェリーをマンションから飛び降りさせる。ようやく邪魔者がいなくなり喜んで朝食にありつこうとしたトムだったが、食卓にはいつの間にかジェリーの姿が。例によって朝食を平らげられた上にイタズラを仕掛けられ、遂にトムの怒りは頂点に達した。
怒ったトムは電報をビリビリに破いてしまう。ジェリーは再度電報の切れ端から「たとえネズミでも」と書かれた注意文言をトムに見せるが、遺産のことなどどうでもよくなったトムはその切れ端をジェリーの口に突っ込んで飲み込ませた瞬間、奇声をあげて周辺の物を壊しながらジェリーに襲いかかる。しばらくしてハッと我に返り「あーあ、これで百万ドルがパーになっちゃったな…」と嘆くもすぐに「だけど最高に幸せ！」と開き直り、再びジェリーを叩き潰しにかかる。相続条件が意味を成さなくなったジェリーは､もはやトムから逃げ回るしかなかった。
本作品ではジェリーはトムの弱みを利用して好き勝手なことをし、どう追い払ってもトムの前に現れるという、他の作品と比べて意地悪さと神出鬼没さが目立つ役として登場している。最終的にトムがジェリーを追い回す事になるが、遺産を相続する資格を失ったので、相打ちの引き分けとして終わった作品である。

## 登場キャラクター
トム
百万ドルを相続し高級マンションへ引っ越すが、相続条件を利用したジェリーに居場所や自由を奪われたことに激怒し、百万ドル相続を自ら放棄してジェリーに今までの仕返しをした。
ジェリー
トムが百万ドル相続権を得た旨の電報を読み、「他の動物に危害を加えたら相続は取り消し」という条件を利用しトムの居場所や食事を占領するなどの意地悪さを見せる。しかし最後は堪忍袋の緒が切れたトムに電報を破り捨てられ、もはや相続条件を盾にすることも出来ず、今までの仕返しとばかりにトムから激怒の報復を受けた。

## 日本でのテレビ放映
TBS系列及び他系列で、1964年～1990年頃まで時折放映された。DVDにも収録されている。テレビ放送当初の翻訳とDVDで見られる現在の翻訳とでは、オチのニュアンスが少し違っている。